# Gumefens

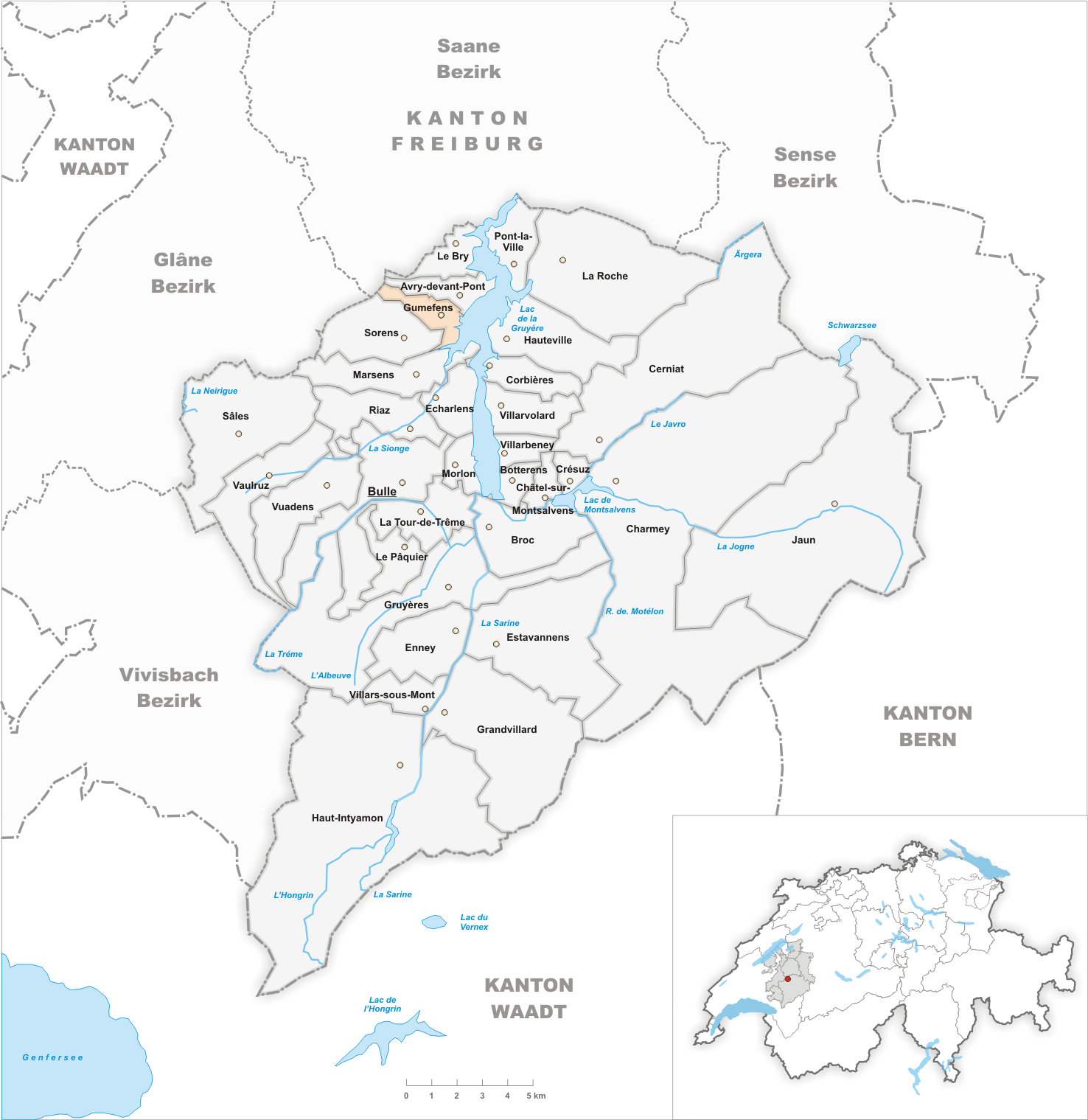
Gemeindestand vor der Fusion am 1. Januar 2003

Gumefens (Freiburger Patois Gumefinⓘ) ist eine Ortschaft und früher selbständige politische Gemeinde im Distrikt Greyerz des Kantons Freiburg in der Schweiz. Am 1. Januar 2003 fusionierte Gumefens zusammen mit Avry-devant-Pont und Le Bry zur neuen Gemeinde Pont-en-Ogoz. Die früheren deutschen Namen Gümefingen und Gumefing werden heute nicht mehr verwendet.

## Geographie

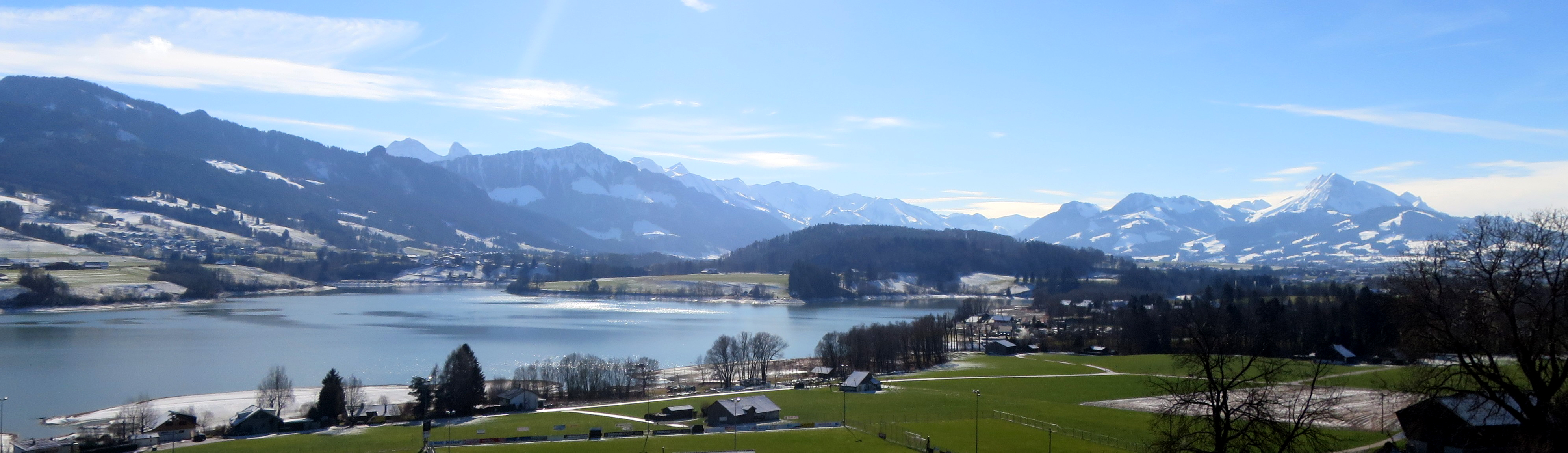
Blick auf den Lac de la Gruyère und die Alpen von der Raststätte La Gruyère bei Gumefens

Gumefens liegt auf 726 m ü. M., sieben Kilometer nordnordöstlich des Bezirkshauptortes Bulle (Luftlinie), in der Region Ogoz. Das Dorf erstreckt sich auf einer Geländeterrasse am Südosthang des Gibloux, an aussichtsreicher Lage rund 50 m über dem Seespiegel des Stausees Lac de la Gruyère im nördlichen Greyerzerland, im Freiburger Alpenvorland. Die ehemalige Gemeindefläche betrug rund 3,7 km² (inklusive Seeanteil). Das Gebiet reichte vom flachen Seeufer im Mündungsbereich der Bäche Sionge, Gérignoz und Ruisseau de Malessert nach Nordwesten über den Hang von Gumefens bis auf den Waldkamm des Gibloux (bis 1192 m ü. M.).

## Bevölkerung
Mit 669 Einwohnern (2002) zählte Gumefens vor der Fusion zu den kleineren Gemeinden des Kantons Freiburg. Vor allem seit den 1970er-Jahren verzeichnete das Dorf eine starke Bevölkerungszunahme.
Einwohnerzahlen: Volkszählungsdaten

## Wirtschaft
Gumefens war lange Zeit ein vorwiegend durch die Landwirtschaft geprägtes Dorf. Die Viehzucht und die Milchwirtschaft haben noch heute einen gewissen Stellenwert in der Erwerbsstruktur der Bevölkerung. Daneben gibt es weitere Arbeitsplätze im lokalen Kleingewerbe und im Dienstleistungssektor. Seit den 1980er-Jahren haben sich im Dorf Betriebe der Elektro- und der Baubranche sowie eine Schreinerei niedergelassen. Gumefens verfügt über einen Campingplatz und mehrere Ferienhäuser am Ufer des Lac de la Gruyère. In den letzten Jahrzehnten hat sich Gumefens auch zu einer Wohngemeinde entwickelt. Zahlreiche Erwerbstätige sind deshalb Wegpendler, die vor allem in den Regionen Freiburg und Bulle arbeiten.

## Verkehr
Die Gemeinde ist verkehrstechnisch gut erschlossen. Sie liegt etwas oberhalb der Hauptstrasse von Freiburg nach Bulle. Das Gebiet wird von der Autobahn A12 durchquert, die seit 1981 von Bern bis Vevey durchgehend geöffnet ist. Der nächste Anschluss befindet sich rund 6 km vom Ortskern entfernt. Durch die Buslinie der Transports publics fribourgeois, die von Freiburg via Rossens nach Bulle verkehrt, ist Gumefens an das Netz des öffentlichen Verkehrs angebunden.

## Geschichte
Das Gebiet von Gumefens war schon sehr früh besiedelt. In der Nähe des Ortes wurden zwei Grabstätten aus der Latènezeit mit reichen Beigaben (Waffen und Schmuckstücke) ausgegraben. Auch aus der Römerzeit sind einzelne Siedlungsspuren erhalten.
Die erste urkundliche Erwähnung des Ortes erfolgte 1298 unter den Namen Gugmufens und Gumoufins. Später erschienen die Schreibweisen Gumofens (1301), Gumufens (1307), Gumifens (1577) sowie Goumefens und Gumfleur. Der Ortsname geht auf den burgundischen Personennamen Gumulf zurück und bedeutet mit dem Suffix -ens so viel wie bei den Leuten des Gumulf.
Die Herren von Vuippens verkauften das Gebiet von Gumefens 1263 an Peter II. von Savoyen und erhielten es als Lehen zurück. Fortan blieb das Dorf unter der Herrschaft Vuippens. Seit dem 14. Jahrhundert hatte das Prämonstratenserkloster Humilimont (bei Marsens) das Recht, in Gumefens den Zehnten einzutreiben. 1549 kam Gumefens an Freiburg und wurde der neu gegründeten Vogtei Vuippens-Everdes zugeteilt. Nach dem Zusammenbruch des Ancien Régime (1798) gehörte das Dorf während der Helvetik und der anschliessenden Zeit bis 1848 zum damaligen Bezirk Farvagny, bevor es in den Bezirk Greyerz eingegliedert wurde.
Im Jahr 2002 votierten die Stimmberechtigten von Gumefens nur mit einer knappen Ja-Mehrheit von 52 % für die Fusion der Gemeinden Gumefens, Avry-devant-Pont und Le Bry. Mit Wirkung auf den 1. Januar 2003 entstand deshalb die neue Gemeinde Pont-en-Ogoz.

## Sehenswürdigkeiten
Die Kapelle Saint-Jean-Baptiste wurde 1618 erbaut. Gumefens gehört seit seiner ersten Nennung zur Pfarrei Avry-devant-Pont.